# 建州 (唐朝)
建州，唐朝时设置的州，宋朝繼承，但邊界有所變遷。在今日中國福建省北部的建甌周邊。

## 唐朝
唐武德元年（618年），改建安郡为建州；四年（621年），移治建安县。天宝元年（742年），改建州為建安郡。乾元元年（758年），復改建安郡為建州。有22770户，人口142774人。下辖五县：建安县、邵武县、浦城县、建阳县、将乐县。對照今日行政區劃，大致如下：
- 南平市:
  - 建瓯市
  - 武夷山市
  - 建阳区
  - 邵武市
  - 政和县
- 寧德市
  - 寿宁县
  - 周宁县

| 唐朝建州辖县 | 唐朝建州辖县                                                                                   |
| ------------ | ---------------------------------------------------------------------------------------------- |
| 619年        | 闽县、建安县、南安县、龙溪县                                                                   |
| 621年        | 建安县（改治）、闽县、南安县、龙溪县（新设建阳县、吴兴县（改名唐兴县）、沙县、将乐县、绥城县） |
| 622年        | 建安县、闽县、建阳县、唐兴县、沙县（南安县、龙溪县改属丰州，将乐县、绥城县改属抚州）           |
| 623年        | 建安县、建阳县、唐兴县、沙县（闽县改属泉州）                                                   |
| 624年        | 建安县、建阳县、唐兴县、沙县（邵武县、绥城县来属）                                             |
| 625年        | 建安县、邵武县、绥城县（废除建阳县、唐兴县、沙县）                                             |
| 629年        | 建安县、邵武县（废除绥城县）                                                                   |
| 655年        | 建安县、邵武县（重设沙县）                                                                     |
| 688年        | 建安县、邵武县、沙县（重设将乐县、建阳县）                                                     |
| 689年        | 建安县、邵武县、沙县、将乐县、建阳县（重设唐兴县）                                             |
| 691年        | 建安县、邵武县、沙县、将乐县、建阳县、唐兴县（改名武宁县）                                     |
| 705年        | 建安县、邵武县、沙县、将乐县、建阳县、武宁县（改名唐兴县）                                     |
| 725年        | 建安县、邵武县、沙县、将乐县、建阳县、唐兴县、黄连县                                           |
| 736年        | 建安县、邵武县、沙县、将乐县、建阳县、唐兴县（黄连县改属汀州）                                 |
| 742年        | 建安县、邵武县、沙县、将乐县、建阳县、唐兴县（改名浦城县）                                     |
| 777年        | 建安县、邵武县、将乐县、建阳县、浦城县（沙县改属汀州）                                         |
| 808年        | 建安县、邵武县、建阳县、浦城县（废除将乐县）                                                   |
| 810年        | 建安县、邵武县、建阳县、浦城县（重设将乐县）                                                   |

| 唐朝建州刺史 - 谢元治（622年） - 叶颢（623年） - 虞韶（贞观年间） - 李德仁（贞观年间） - 陈行武（贞观年间） - 王仁彻（贞观年间） - 李寅义（贞观年间） - 赵瓌（贞观年间） - 张晖（贞观年间） - 李公淹（贞观年间） - 贺若德俨（650年后） - 张文琮（653年） - 庞同本（唐高宗时） - 王举（唐高宗时） - 魏明（开元初年） - 姜神翊（开元年间） - 卢广（天宝之前） - 张隐之（天宝之前） - 李齐晏（天宝之前） - 姚仁访（天宝之前） - 李克顺（天宝之前） - 建安郡太守 | - 薛公兑（唐肃宗时） - 独孤晞（唐代宗时） - 李仅（唐代宗时） - 裴潜（大历年间） - 陆藏器（大历年间） - 鲁冽（大历年间） - 李瑾（大历年间） - 陆易（大历年间） - 韩泚（大历年间） - 李构（大历年间） - 李皆（大历年间） - 韦复（大历年间） - 陆长源（780年—783年） - 崔造（783年—784年） - 长孙会（贞元初年） - 裴郾（790年） - 王沦（贞元年间） - 裴孝智（贞元年间） - 裴鄙（贞元年间） - 郝诫溢（贞元年间） - 王浦（794年） - 孙裔（贞元年间） - 严勗（贞元年间） - 赵某（元和初年） - 敬骞（元和年间） | - 蒋郕（814年） - 郑腾（元和年间） - 李咸（元和年间） - 张聿（818年） - 李景俭（820年—821年） - 裴克谅（821年—822年） - 李公度（宝历年间） - 严君贶（大和年间） - 王同（大和年间） - 郑襄（大和年间） - 崔耿（大和末年—开成初年） - 李元瑜（开成年间） - 汤克卿（开成年间） - 朱公敏（开成年间） - 王翊（开成年间） - 常克俭（开成年间） - 元晦（开成末年—会昌初年） - 吴居易（会昌年间） - 李坦（会昌年间） - 樊综（会昌年间） - 李俱（会昌年间） - 陈思诲（会昌年间） - 张居绪（大中前期） | - 杜肱（大中前期） - 李回（851年） - 李远（大中年间） - 延陵（858年） - 严士则（大中末年） - 崔逢（大中、咸通年间） - 胡竦（大中、咸通年间） - 宋俦（咸通年间） - 爰庆（咸通年间） - 彭崇（咸通年间） - 王从初（咸通年间） - 袁远（咸通年间） - 贾傭（咸通年间） - 陈芬（咸通年间） - 王讽（872年） - 李频（875年—876年） - 李仲章（876年） - 姚某（乾符年间） - 司马保（乾符年间） - 李乾祐（乾符末年） - 李彦圣（广明年间） - 熊博（中和年间—893年） - 徐归範（893年） - 高惜（唐昭宗时） - 王汝繙（唐昭宗时） - 陈伾（唐昭宗时） - 魏郃（唐昭宗时） - 孟威（天祐年间） |  |

## 五代十国

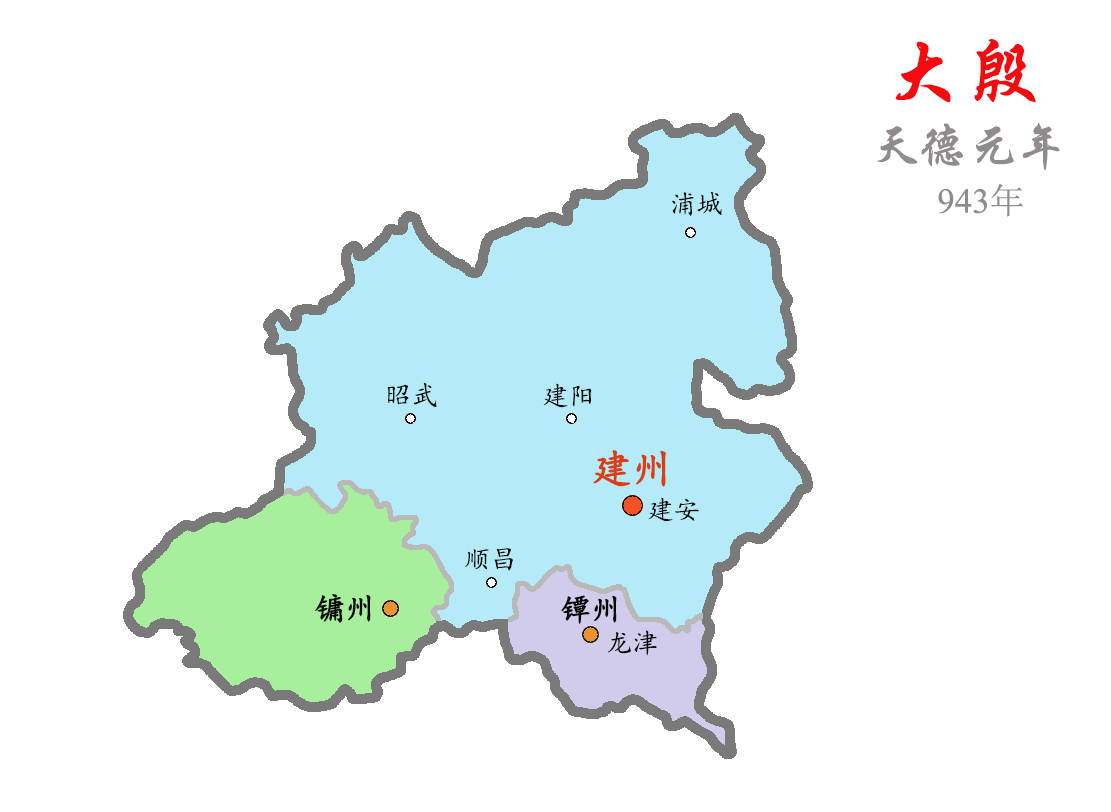
建州（943年）

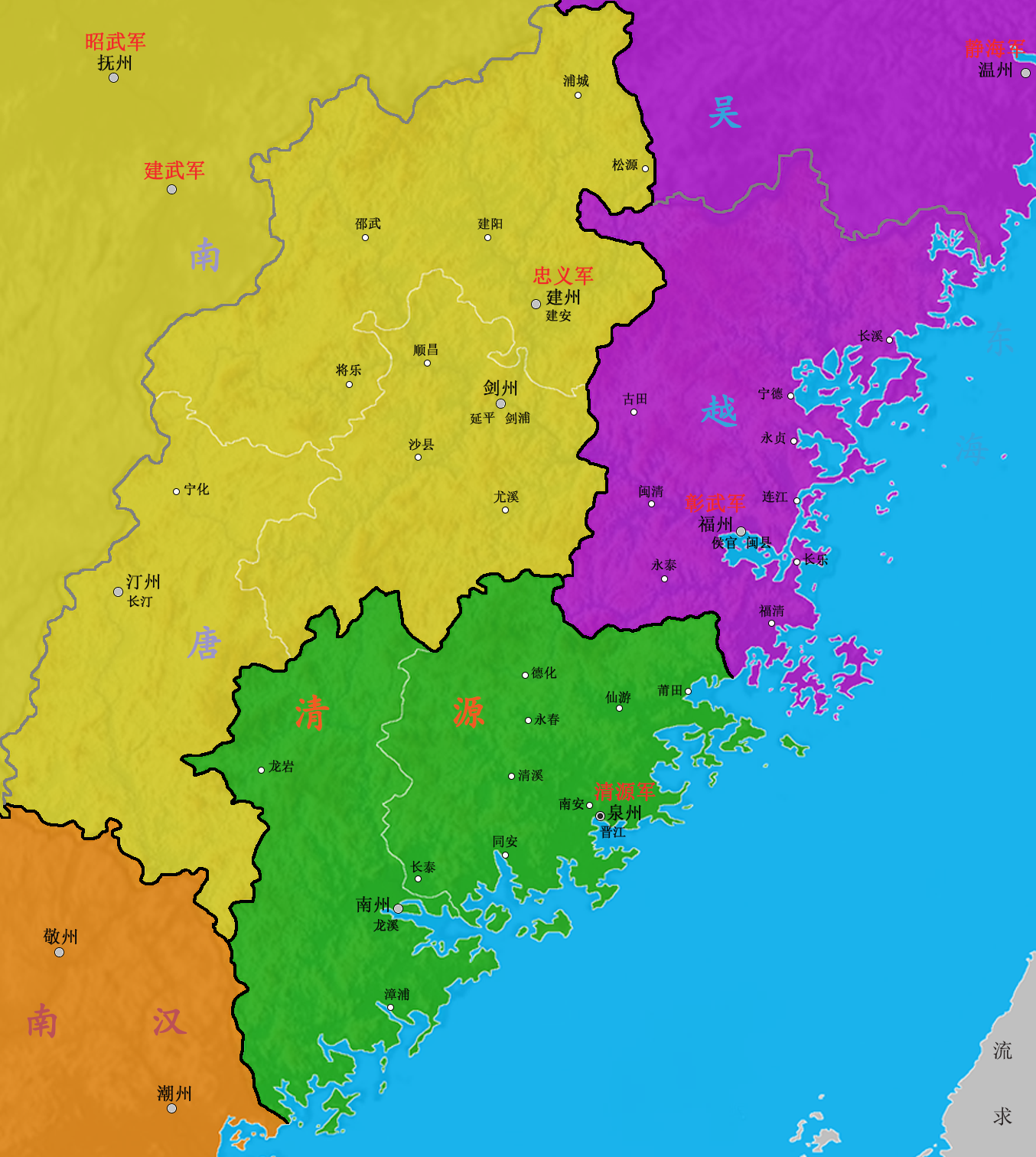
建州（957年）

闽永隆三年（941年），在建州设立鎮安军，下辖建州1州。不久，鎮安军改为鎮武军。天德元年（943年），王延政在建州称帝，建国号殷，废除鎮武军。次年，王延政夺得福州，恢复国号闽。南唐保大三年（945年），南唐灭闽，置永安军，领建州、汀州，治建州。保大四年（946年），分建州、汀州地，置剑州，治剑浦县（今福建省南平市延平区）。保大十三年（956年），改永安军为忠义军。

## 宋朝
宋朝实行路、府（州、军）、县三级政区制。开宝八年（975年）改忠义军为建州。太平兴国三年（978年），建州属两浙西南路。太平兴国五年（980年），分建州设置邵武军，治邵武。
雍熙二年（985年），建州與剑州同属两浙西南路的南剑州及邵武军改属福建路。
端拱元年（988年），升建州为建宁军，绍兴三十二年（1162年）再升为建宁府。